# Aptesis albidipes
Aptesis albidipes là một loài tò vò trong họ Ichneumonidae.